# 邱創進
邱創進（1956年7月12日—），中華民國政治、環保人物，大葉大學工業關係研究所畢業，曾任臺灣環境保護聯盟會長及代表民主進步黨任職中華民國立法委員。後於2008年挑戰三連霸失利，敗給林滄敏而棄政從商；2014年擔任魏明谷縣長競選總幹事，選後重返商界，並未重返政壇。

## 外部連結
- 立法院 （页面存档备份，存于）